# 比斯特里齊亞 (納德沃爾納亞區)
48°27′9″N 24°13′59″E / 48.45250°N 24.23306°E

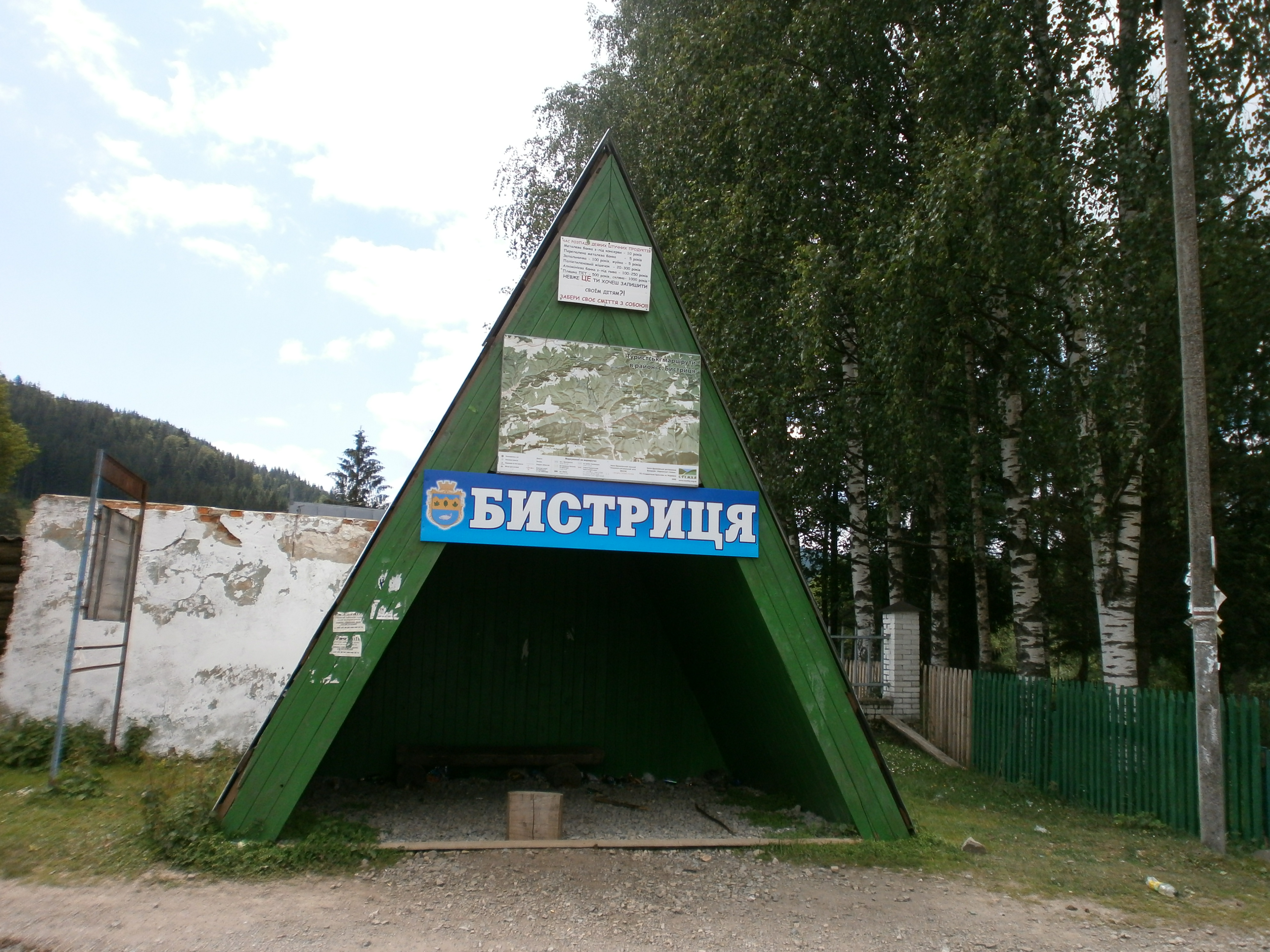

比斯特里齊亞（烏克蘭語：Бистриця），是烏克蘭的村落，位於該國西部伊萬諾-弗蘭科夫斯克州，由納德沃爾納亞區負責管轄，面積2.1平方公里，海拔高度777米，2001年人口1,068。